# 朝鮮音楽建設本部
朝鮮音楽建設本部（ちょうせんおんがくけんせつほんぶ）は太平洋戦争終戦直後の1945年8月に連合軍軍政地域であるソウルで結成された音楽団体。音建と略称される。

## 概要
1945年8月15日、太平洋戦争終結を迎えると、ソウルでは8月18日までに音楽、美術、映画、演劇、文学など芸術の各部門で芸術団体がすぐさま構成された。これらの団体は8月18日に朝鮮文化建設中央協議会が組織されることによりその傘下に吸収された。朝鮮音楽建設本部は朝鮮文化建設中央協議会傘下の音楽団体であった。
朝鮮プロレタリア芸術家同盟（KAPF）出身の文人である林和と金南天が各々朝鮮文化建設中央協議会の議長と書記長を引き受けた。これは日本統治時代末期を親日行跡がなく送った林和系列が8月16日にいち早く朝鮮文学建設本部を設置することにより主導権を得たためである。しかし、この時点では太平洋戦争の突然の終戦により朝鮮半島の政治状況は可変的であっていまだ分断やイデオロギー対立は可視化されていなかった。よって、林和が主導した朝鮮文化建設中央協議会ではあったが傘下団体には様々な性向の人物達が混ざっていた。
朝鮮音楽建設本部は作曲家金順男と声楽家出身の音楽評論家である慎幕、李範俊などを中心として出帆し、左派の色合いが強い方であった。3人は後に全員北朝鮮へ越北した。
しかし、すぐに連合軍軍政の到来と共にイデオロギー対立が深刻化するに従い、右左翼音楽人が混ざっていた団体の限界が明確になった。日本統治時代から存在していた右派性向の朝鮮音楽家協会と対立した左派系列が脱退し、別に朝鮮プロレタリア音楽同盟を結成すると朝鮮音楽建設本部は大きな打撃を受けることになった。1945年10月18日、米軍歓迎音楽会を開催した後、「連合軍歓迎の準備のための暫定的機関であった朝鮮音楽建設本部はその趣旨を達成したことにより解消する」という声明書を出し、解散した。